# Футбол (7 x 7) на літніх Паралімпійських іграх
Футбол (7 x 7) на літніх Паралімпійських іграх вперше був присутній в програмі Літніх Паралімпійських ігор в 1984 році. На літній Паралімпіаді 1984 року одночасно проводилося два змагання: футбол по 7 чоловік у команді для візочників і для стоячих спортсменів. Однак, змагання за участю спортсменів-візочників з тих пір не проводилися. Жіночі команди жодного разу не брали участь у змаганнях.

## Медалісти у змаганнях на візках
| Рік  | Золото | Срібло | Бронза          |
| ---- | ------ | ------ | --------------- |
| 1984 | США    | Канада | Велика Британія |

## Медалісти у змаганнях стоячи
| Рік  | Золото     | Срібло     | Бронза          |
| ---- | ---------- | ---------- | --------------- |
| 1984 | Бельгія    | Ірландія   | Велика Британія |
| 1988 | Нідерланди | Бельгія    | Ірландія        |
| 1992 | Нідерланди | Португалія | Ірландія        |
| 1996 | Нідерланди | Росія      | Іспанія         |
| 2000 | Росія      | Україна    | Бразилія        |
| 2004 | Україна    | Бразилія   | Росія           |
| 2008 | Україна    | Росія      | Іран            |
| 2012 | Росія      | Україна    | Іран            |
| 2016 | Україна    | Іран       | Бразилія        |

## Медальний залік
| Місце  | Країна          | Золото | Срібло | Бронза | Загалом |
| ------ | --------------- | ------ | ------ | ------ | ------- |
| 1      | Україна         | 3      | 2      | 0      | 5       |
| 2      | Нідерланди      | 3      | 0      | 0      | 3       |
| 3      | Росія           | 2      | 2      | 1      | 5       |
| 4      | Бельгія         | 1      | 1      | 0      | 2       |
| 5      | США             | 1      | 0      | 0      | 1       |
| 6      | Бразилія        | 0      | 1      | 2      | 3       |
| 6      | Ірландія        | 0      | 1      | 2      | 3       |
| 6      | Іран            | 0      | 1      | 2      | 3       |
| 9      | Канада          | 0      | 1      | 0      | 1       |
| 9      | Португалія      | 0      | 1      | 0      | 1       |
| 11     | Велика Британія | 0      | 0      | 2      | 2       |
| 12     | Іспанія         | 0      | 0      | 1      | 1       |
| Всього | Всього          | 10     | 10     | 10     | 30      |